# Sarcey (Haute-Marne)
Sarcey ist eine französische Gemeinde mit 99 Einwohnern (Stand: 1. Januar 2022) im Département Haute-Marne in der Region Grand Est. Sie gehört zum Kanton Nogent und zum Arrondissement Chaumont. Die Bewohner werden Sarceyots und Sarceyottes genannt.

## Lage
Die Gemeinde Sarcey liegt 13 Kilometer südöstlich von Chaumont. Im Süden reicht das Gemeindegebiet bis an den Fluss Traire. Sie ist umgeben von folgenden Nachbargemeinden:
|           | Biesles                                     |                 |
| Poulangy  | Kompassrose, die auf Nachbargemeinden zeigt | Mandres-la-Côte |
| Louvières |                                             | Nogent          |

## Bevölkerungsentwicklung
| Jahr                       | 1962 | 1968 | 1975 | 1982 | 1990 | 1999 | 2008 | 2019 |
| -------------------------- | ---- | ---- | ---- | ---- | ---- | ---- | ---- | ---- |
| Einwohner                  | 115  | 118  | 108  | 94   | 82   | 94   | 113  | 113  |
| Quellen: Cassini und INSEE |      |      |      |      |      |      |      |      |

## Sehenswürdigkeiten

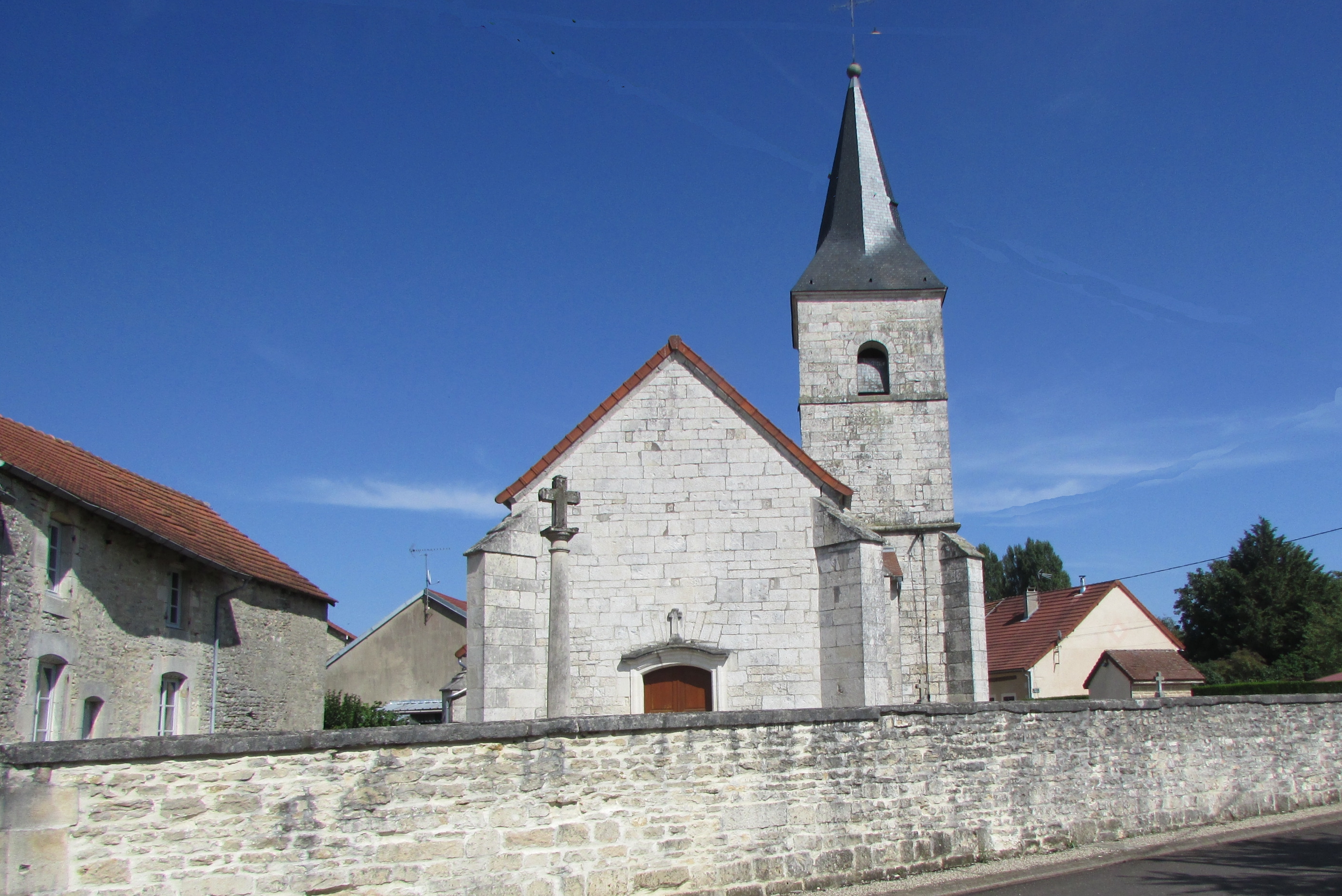
Kirche Saint-Saturnin

- Kirche Saint-Saturnin